# 西尔维·布吕内尔
西尔维·布吕内尔（Sylvie Brunel，1960年7月13日—）是法國一位女性地理学、经济学家以及作家，出生於杜埃。她曾在無國界醫生（1984年至1989年）、反饥饿行动（1989年至2002年）等組織累計工作了15年以上，并出版了大约30本关于經濟發展特别是饑荒问题的著作。她目前是巴黎第四大学的教授，也是28分鐘的專欄作家。

## 個人生活
1983年至2009年，她與埃里克·贝松保持著婚姻關係，並育有三個孩子。2009年，她与埃里克·贝松分居。

### 榮譽
- 2002 : 法國榮譽軍團勳章